# Йосіда Кейсін
Кейсін Йосіда (12 січня 1987 , Отоїнеппу, Префектура Хоккайдо ) — японський лижник, учасник Олімпійських ігор 2014 і 2018 років, дворазовий чемпіон Азійських ігор. Успішніше виступає в дистанційних перегонах.

## Кар'єра
У Кубку світу Йосіда дебютував 19 березня 2006 року, тоді ж уперше потрапив до тридцятки найкращих на етапі Кубка світу, у командному спринті. Найкраще досягнення Йосіди у загальному підсумковому заліку Кубка світу - 38-ме місце в сезоні 2016-2017.
На Олімпійських іграх 2014 року в Сочі посів 16-те місце в естафеті.
За свою кар'єру брав участь у шести чемпіонатах світу, найкращий результат 6-те місце в естафеті на чемпіонаті світу 2011 року, а в особистих перегонах 12-ті місця в перегонах на 15 км класичним стилем на тому ж чемпіонаті та у мас-старті на 50 км на чемпіонаті світу 2013 року.

## Результати за кар'єру
Усі результати наведено за даними Міжнародної федерації лижного спорту.

### Олімпійські ігри
| Змагання          | Спринт        | Спринт         | 15 км         | 15 км          | Скіатлон 2 × 15 км | 50 км | Естафета | Естафета  |
| Змагання          | вільн. стилем | класич. стилем | вільн. стилем | класич. стилем | Скіатлон 2 × 15 км | 50 км | Спринт   | 4 × 10 км |
| ОІ 2014 Сочі      | —             | Не пров.       | Не пров.      | —              | —                  | —     | —        | 16        |
| ОІ 2018 Пхьончхан | Не пров.      | —              | 13            | Не пров.       | 25                 | 23    | —        | —         |

### Чемпіонати світу
| Змагання           | Спринт        | Спринт         | 15 км         | 15 км          | Скіатлон 2 × 15 км | 50 км | Естафета | Естафета  |
| Змагання           | вільн. стилем | класич. стилем | вільн. стилем | класич. стилем | Скіатлон 2 × 15 км | 50 км | Спринт   | 4 × 10 км |
| 2011 Осло          | —             | Не пров.       | Не пров.      | 12             | 42                 | 32    | —        | 6         |
| 2013 Val di Fiemme | Не пров.      | —              | —             | Не пров.       | 22                 | 12    | —        | 8         |
| 2015 Фалун         | Не пров.      | —              | —             | Не пров.       | 20                 | 17    | —        | 12        |
| 2017 Лахті         | —             | Не пров.       | Не пров.      | -              | 12                 | 20    | —        | -         |
| 2019 Зеефельд      | —             | Не пров.       | Не пров.      | -              | 20                 | 16    | —        | -         |
| 2021 Оберстдорф    | Не пров.      | —              | 44            | Не пров.       | 35                 | 23    | —        | 9         |

### Кубки світу
- Найвище місце в загальному заліку: 38-ме 2017 року.
- Найвище місце в окремих перегонах: 6-те.

#### Підсумкові місця в Кубку світу за роками
| Сезон     | Заг. залік | Класичні дистанції | Класичний спринт |
| 2011-2012 | 120        | 78                 | 108              |
| 2011-2012 | 89         | 56                 |                  |
| 2012-2013 | 99         | 63                 |                  |
| 2013-2014 | 91         | 52                 |                  |
| 2014-2015 | 111        | 76                 |                  |
| 2015-2016 | 138        | 87                 |                  |
| 2016-2017 | 38         | 26                 |                  |
| 2017-2018 | 39         | 28                 |                  |
| 2018-2019 | 84         | 58                 |                  |
| 2019-2020 | 131        | 85                 |                  |